# Per Wijkman
Per Gustaf Adolf Wijkman, född 22 december 1895 i Köping, Västmanlands län, död 15 juni 1984 i Des Moines, Iowa, USA, var en svensk diplomat.

## Biografi
Wijkman var son till häradsskrivaren Gustaf Wijkman och Elisa Enequist. Han tog juris kandidatexamen i Uppsala 1917 innan han blev attaché vid Utrikesdepartementet (UD) 1918. Wijkman var extra byråsekreterare 1921, förste sekreterare 1927, handelsråd i Washington, D.C. 1933 och legationsråd i Helsingfors 1937-1940. Han var tillförordnad biträdande avdelningschef vid UD 1940-1941, generalkonsul i Montréal 1941, envoyé i Ottawa 1943-1951 samt i New Delhi och Colombo 1951-1955.
Wijkman gifte sig 1935 med Ruth Wallace (1901-2002), dotter till förutvarande jordbruksministern i USA, Henry Cantwell Wallace och May Brodhead. Wijkman var senare tiden av sitt liv bosatt i Des Moines, Iowa, USA.